# Taurino di Evreux
Taurino di Evreux (IV secolo – 412) è stato un vescovo e santo francese.
Fu il primo vescovo di Évreux, nell'attuale Normandia.
Evangelizzatore e santo, viene festeggiato l'11 agosto.

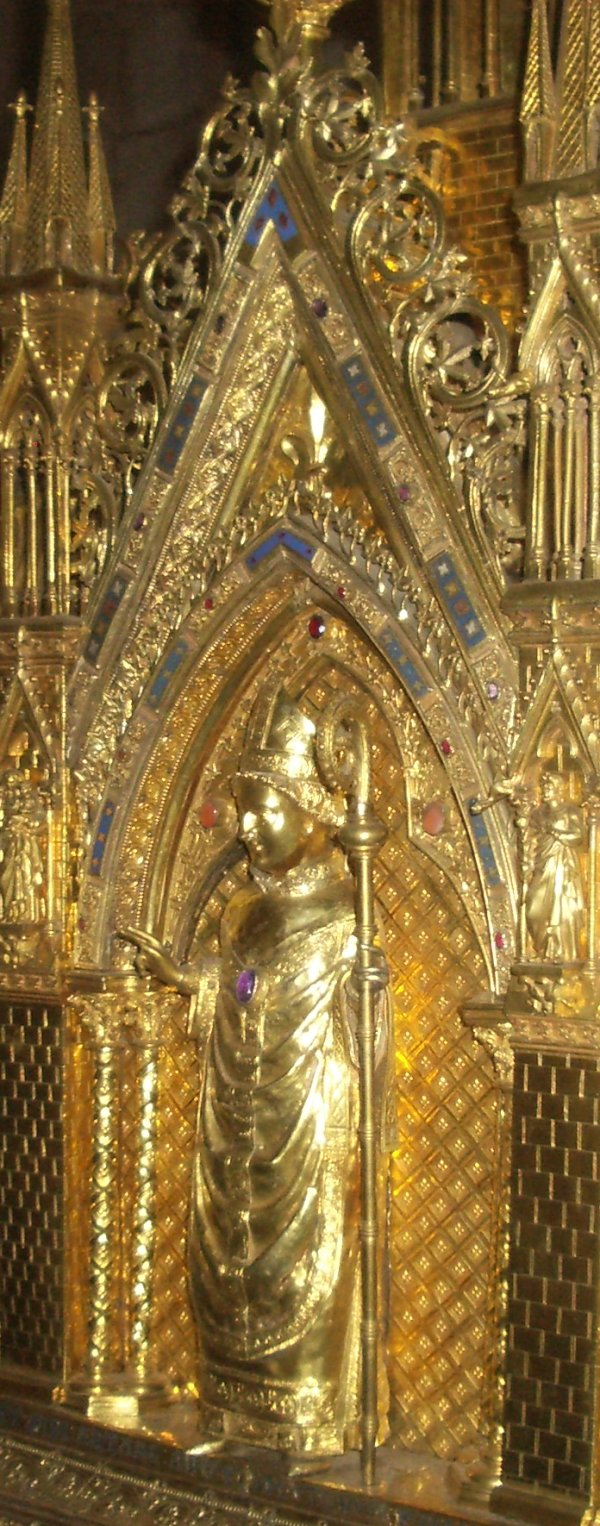
San Taurino

## Biografia
È noto grazie a un manoscritto del X secolo, a sua volta copia di un testo della metà del IX secolo, che fu utilizzato nel 1694 dall'arcidiacono Bodone (nato a La Fère il 14 gennaio 1624. Il racconto leggendario della sua vita di santo è dovuto al monaco Deodato che lo scrisse secondo i criteri dell'epoca, mescolando fonti veridiche a narrazioni strabilianti.
Si racconta che un angelo sarebbe apparso a sua madre Eusticie per annunciarle che il bambino che stava per mettere al mondo avrebbe avuto un destino privilegiato.
Nel racconto figura che il suo padrino sarebbe stato papa Clemente I, che lo avrebbe affidato a Dionigi l'Areopagita, vescovo di Atene nel I secolo, lui stesso uno dei primi discepoli di San Paolo. La narrazione lo pone parimenti fratello di san Gaugerico, che morì tra il 619 e il 626. La tradizione cattolica ha ritenuto a lungo che l'apostolato di san Taurino a Évreux si collochi tra il 375 e 425 e avanza che la preoccupazione di garantire una successione apostolica porti talvolta a qualche confusione cronologica.
Si colloca abitualmente l'apostolato di san Taurino dal IV secolo alla metà del V; san Gaudo, successore di san Taurino, occupò la sede episcopale di Évreux nel 461.
Secondo ricerche recenti, questi differenti anacronismi discreditano "di primo acchito la storicità della vita" del santo..

## Il suo ruolo di vescovo

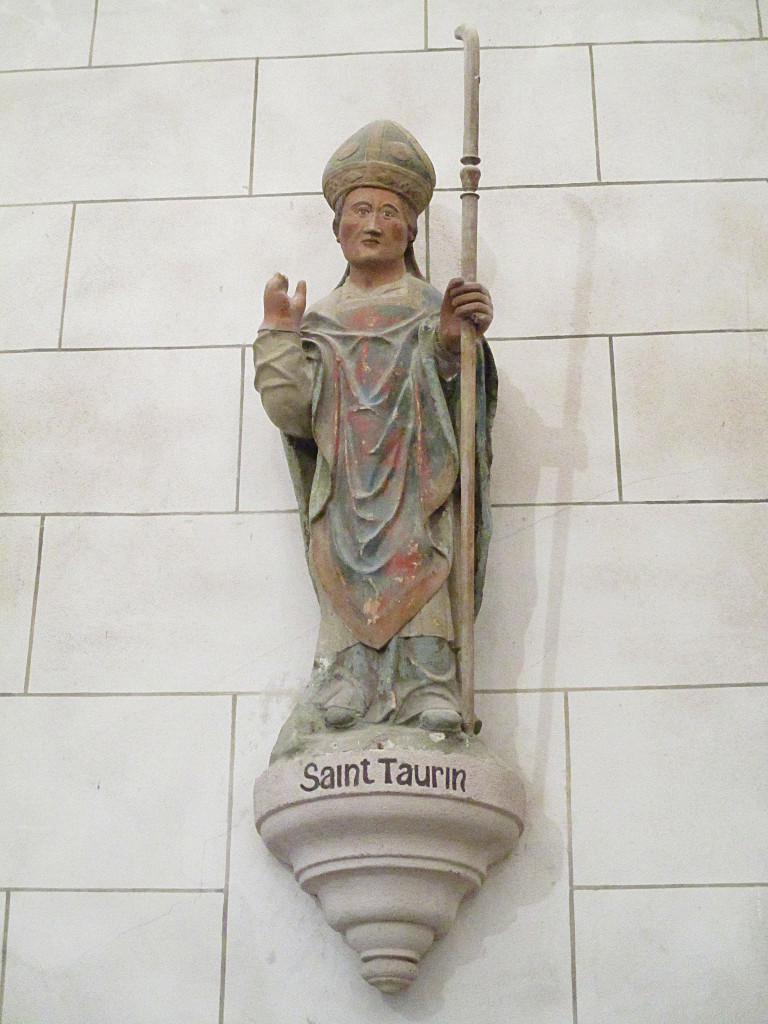
San Taurino nella chiesa del Plessis-Hébert (Eure).

Il termine vescovo impiegato per san Taurino non aveva il significato attuale. Si trattava piuttosto di missionari cristiani, quelli che furono inviati in paesi stranieri nei secoli successivi. Essi arrivavano in una contrada ove cercavano di evangelizzare la popolazione, incontrando ostilità e pericoli.
È così che la leggenda racconta che san Taurino, giungendo a Évreux, si sarebbe scontrato tre volte con il demonio, che assunse tre forme animali: il leone, l'orso e il bufalo, che rappresentavano, secondo le fonti, sia i peccati, rispettivamente, di orgoglio, di lussuria e di avarizia, sia le tre religioni locali:
- il leone, la religione romana ufficiale;
- l'orso, il culto di Diana in quanto dea madre;
- il bufalo, la religione agraria locale.

## I miracoli

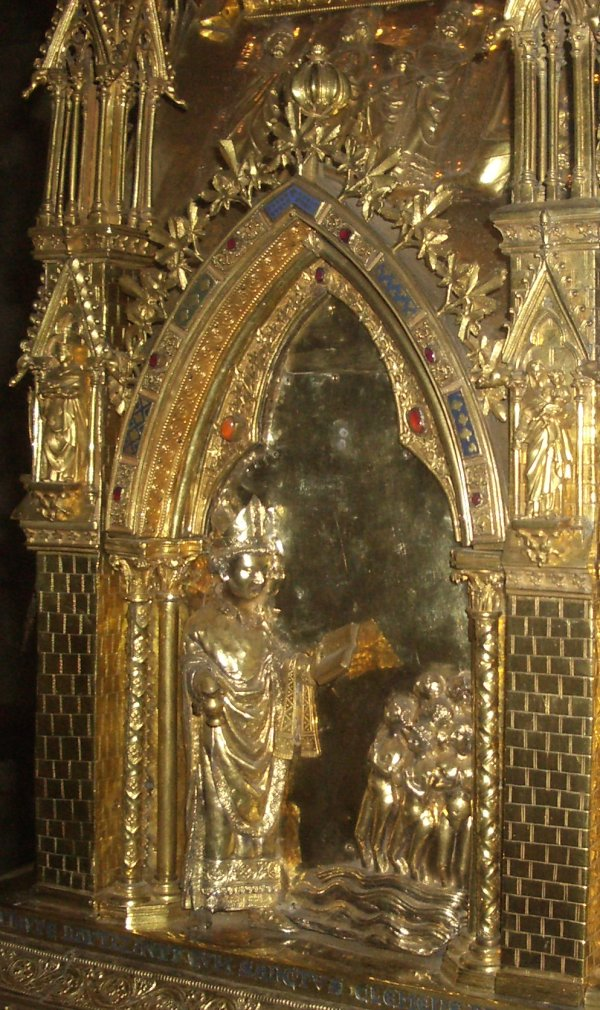
San Taurino evangelizzatore.

- Eufrasia, figlia di Lucio, fu precipitata nel fuoco dal diavolo e ne morì. Ci si rivolse a san Taurino che, dopo aver pregato, fece risuscitare la giovanetta sulla quale non vi era più alcuna traccia di ustioni. In quel giorno furono battezzate 120 persone.
- I pagani adoravano una dea madre che Deodato chiama Diana ({ma che avrebbe anche potuto essere Cibele, il cui culto era stato introdotto dai legionari romani a seguito dell'occupazione dell'Africa del nord). Affrontando i sacerdoti del tempio, Taurino interpellò il demonio nascosto nella statua della dea. Si vide allora uscire un piccolo individuo tutto nero e barbuto. Taurino fece allora sparire tutti gli oggetti del culto pagano e consacrò l'edificio a Maria, madre di Gesù.
- Due sacerdoti della dea, Cambise e Zara, che volevano opporsi all'ingresso di san Taurino nel tempio, furono gettati al suolo dopo che questi aveva tracciato un segno di croce. Colmi di stupore, essi chiesero subito il battesimo.
- Marino, figlio del prefetto Licinio (licinus indica un bue le cui corna sono rivolte al cielo), con il compagno Pascasio, caddero in un buco profondo e morirono sul colpo. Leonilla, moglie di Licinio, supplicò san Taurino di resuscitare il figlio. Taurino fece trasportare i due corpi nella chiesa di Santa Maria (la Rotonda) ove, dopo una breve preghiera, egli fece alzare gli uomini. Subito Marino chiese il battesimo, così come il suo entourage, e 1200 altre persone.

## La prima chiesa
L'antico tempio pagano fu quindi consacrato a Maria, madre di Dio, prendendo il nome di Beata Maria Ebroicensis (atto del 1260). Questa chiesa fu più comunemente chiamata "chiesa della Rotonda" (Beata Maria della Rotonda) a causa della sua forma originale, quella dei piccoli templi gallo-romani.
Questa chiesa fu venduta nel 1793 e presto demolita. Non ne rimane che una chiave di volta, visibile nella cappella di Notre-Dame de la Liesse della Cattedrale di Évreux.

## Martirio e morte
Alla testa dei suoi convertiti cristiani, san Taurino distrusse templi e idoli, infastidendo così l'autorità degli occupanti. Egli fu quindi flagellato (si racconta che le mani dei suoi aguzzini in seguito si fossero seccate), sul territorio di Vieil-Évreux, a Gisay (piuttosto che a Gisay-la-Coudre, situata nella diocesi di Beaumesnil).
San Taurino aveva ricevuto l'annuncio della sua prossima morte, come la rivelazione di un'invasione che avrebbe mandato in rovina la città di Évreux e avrebbe fatto fuggire i suoi abitanti (invasioni franche della prima metà del V secolo). Un giovedì, durante la messa, egli si sedette in mezzo ai suoi fedeli, li esortò per l'ultima volta e morì. Fu seppellito in un feretro di pietra, a un miglio in direzione ovest.
Più tardi, san Laudulfo, eremita che viveva in una grotta a Bérangeville La Rivière (comune unito attualmente ad Arnières-sur-Iton), sotto il regno di Clotario I, verso la fine del VI secolo, ritrovò la tomba di san Taurino ed edificò una basilica in onore di san Martino. Vi viveva una piccola comunità. Pareva che si trattasse di un primo monastero posto in seguito sotto il nome di san Taurino, che fu restaurato nel X secolo su sollecitazione di Riccardo I di Normandia.

## Le reliquie di san Taurino

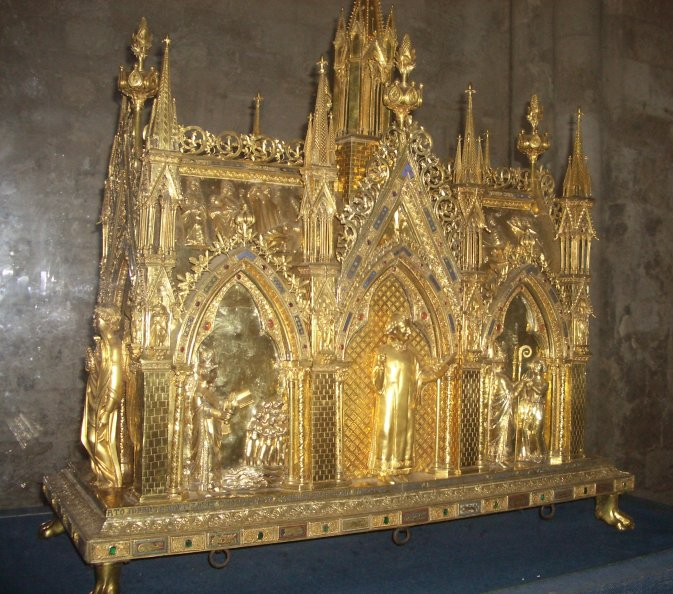
Il reliquiario di san Taurino

La tradizione vuole che, poco tempo dopo la conquista della città da parte degli invasori normanni nel 892, il vescovo Sibar abbia acquisito una parte delle reliquie di san Taurino a Lezoux (Puy-de-Dôme), e qualche loro frammento sia stato a sua volta donato all'abbazia di Cluny nell'XI secolo.
Queste ossa, dopo essere rimaste per un po' di tempo a Lezoux partirono, in circostanze ignote, per il monastero di Gigny, (Giura) e la loro presenza vi è tuttavia attestata dal secolo XII. 
Altre reliquie furono depositate nella chiesa di Pézy (Eure-et-Loir), prima di essere trasferite nel 1024 nella Cattedrale di Chartres.
Nel 1035, l'abbazia di San Taurino fu posta alle dipendenze dell'Abbazia della Santissima Trinità di Fécamp, la quale reclamò il corpo di san Taurino. I religiosi di San Taurino ne conservano in ogni caso una parte.
Nel XIII secolo Gisleberto di Saint-Martin, abate di San Taurino, fece costruire un reliquiario che è ancora oggi visibile, al fine di ospitare le reliquie del santo vescovo. Questo fu subito deposto nella cattedrale di Notre-Dame d'Évreux, per poi ritornare, nel 1803, alla chiesa parrocchiale dedicata al santo. Vi furono aggiunte delle ossa provenienti da Gigny, così che la parte inferiore della mascella del santo è conservata nella cattedrale.
Nel 1805, la parrocchia di Lezoux reclamò una parte delle reliquie e ricevette una vertebra per cui Taurino divenne il santo patrono della cittadina, mentre la parrocchia di Gisay-la-Coudre, appoggiandosi a una leggenda (che in effetti si sarebbe sviluppata nella Vecchia Évreux), ne reclamò a sua volta. Infine, nel 1838 la parrocchia di Balbigny, ne ricevette una costola, poiché la sua chiesa era dedicata al santo.

## Culto e rappresentazioni

### La continuità di un culto gallico

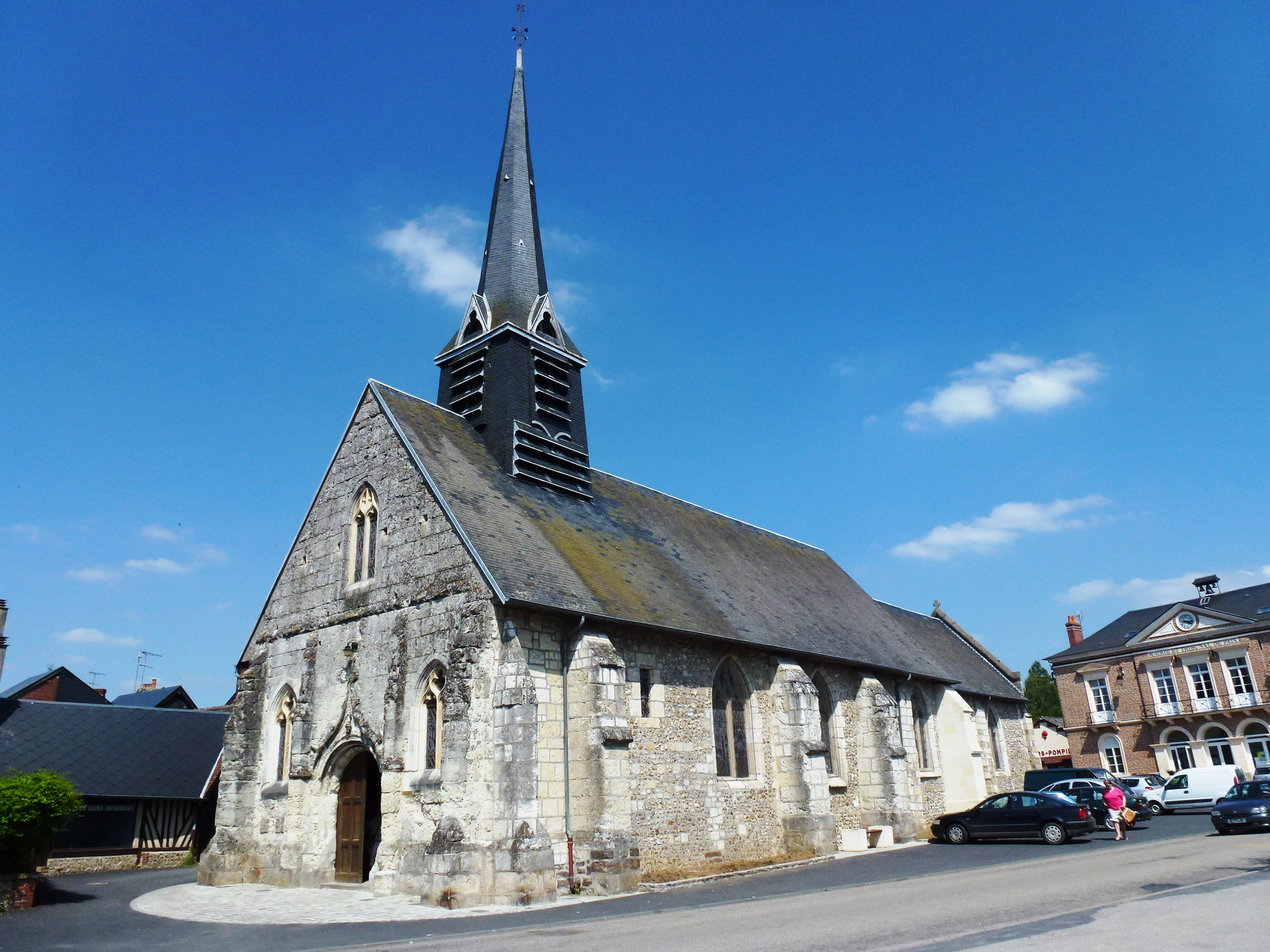
Chiesa di San Taurino a Thiberville.

Il santuario del Vieil-Évreux è noto per essere stato dedicato al dio Gisacus, la cui etimologia sarebbe «quello della lancia». San Taurino nella leggenda riprende gli elementi costitutivi del mito: il toro, la lancia e il bastone.

### Rappresentazioni cristiane
San Taurino di Évreux figura nel Proprio delle diocesi di Évreux, Séez, Coutances, Chartres e di Saint-Claude. La sua memoria liturgica, fissata l'11 agosto, figura nel Martirologio di Usuard dell'875 e in un manoscritto di Corbie dell'XI secolo.
Si trovano attualmente delle statue rappresentanti san Taurino nelle chiese di Beaumont-le-Roger e Faverolles-la-Campagne, ma il suo culto è piuttosto modesto al di fuori della chiesa eponima di Évreux.
Si trova anche una rappresentazione di san Taurino nel Leggendario di Cîteaux.. 

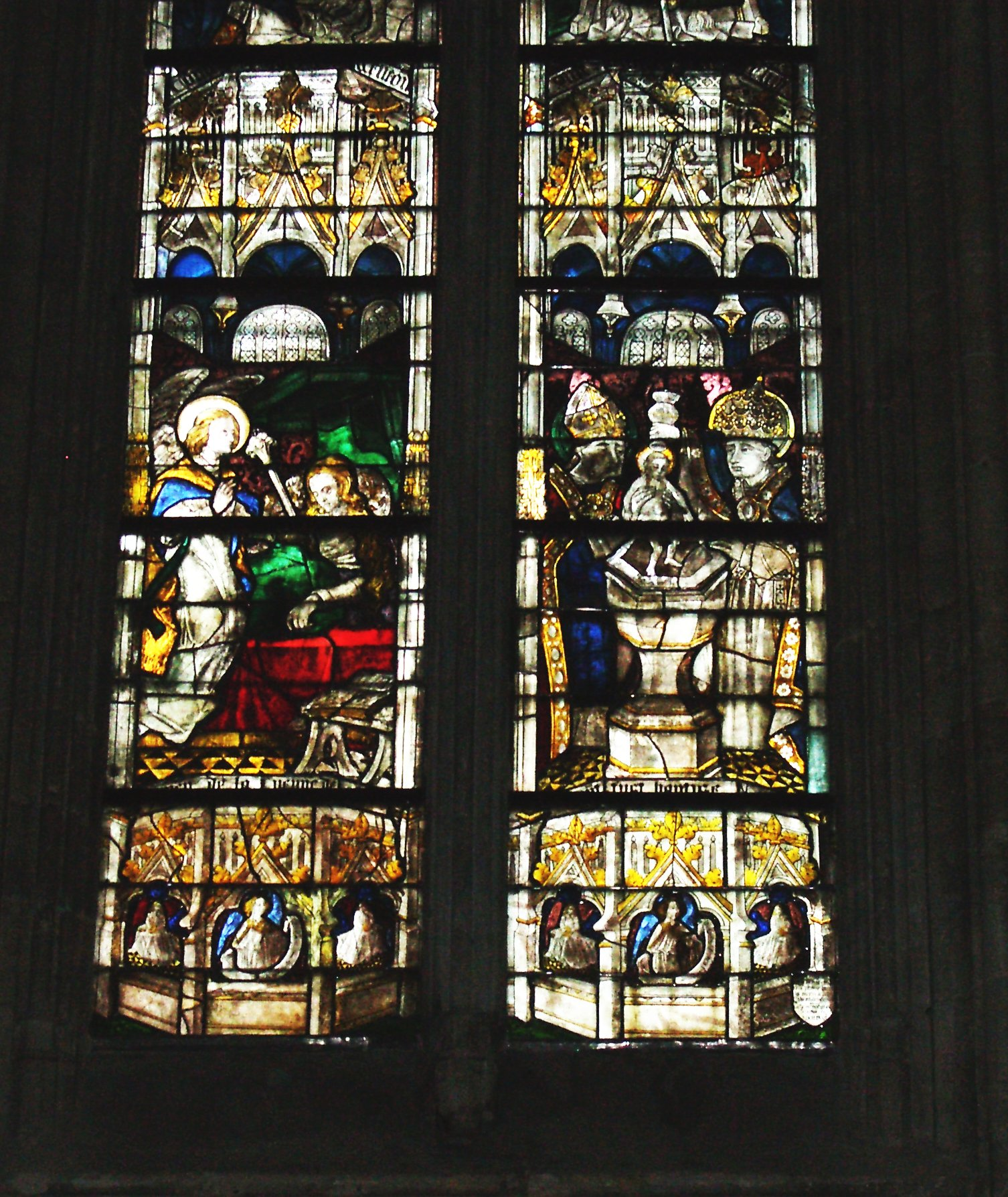
La vita di san Taurino.
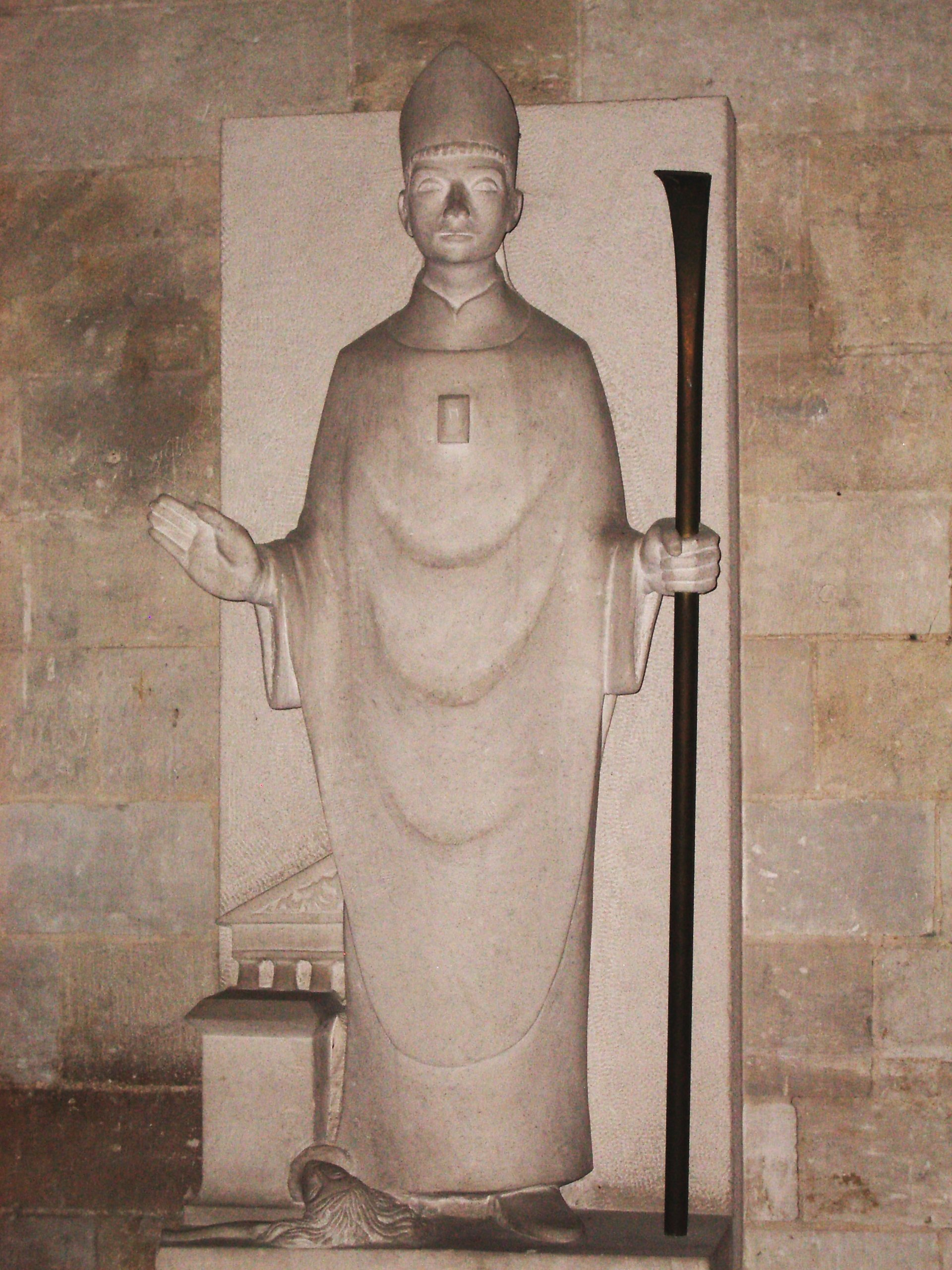
Statua moderna di san Taurino.
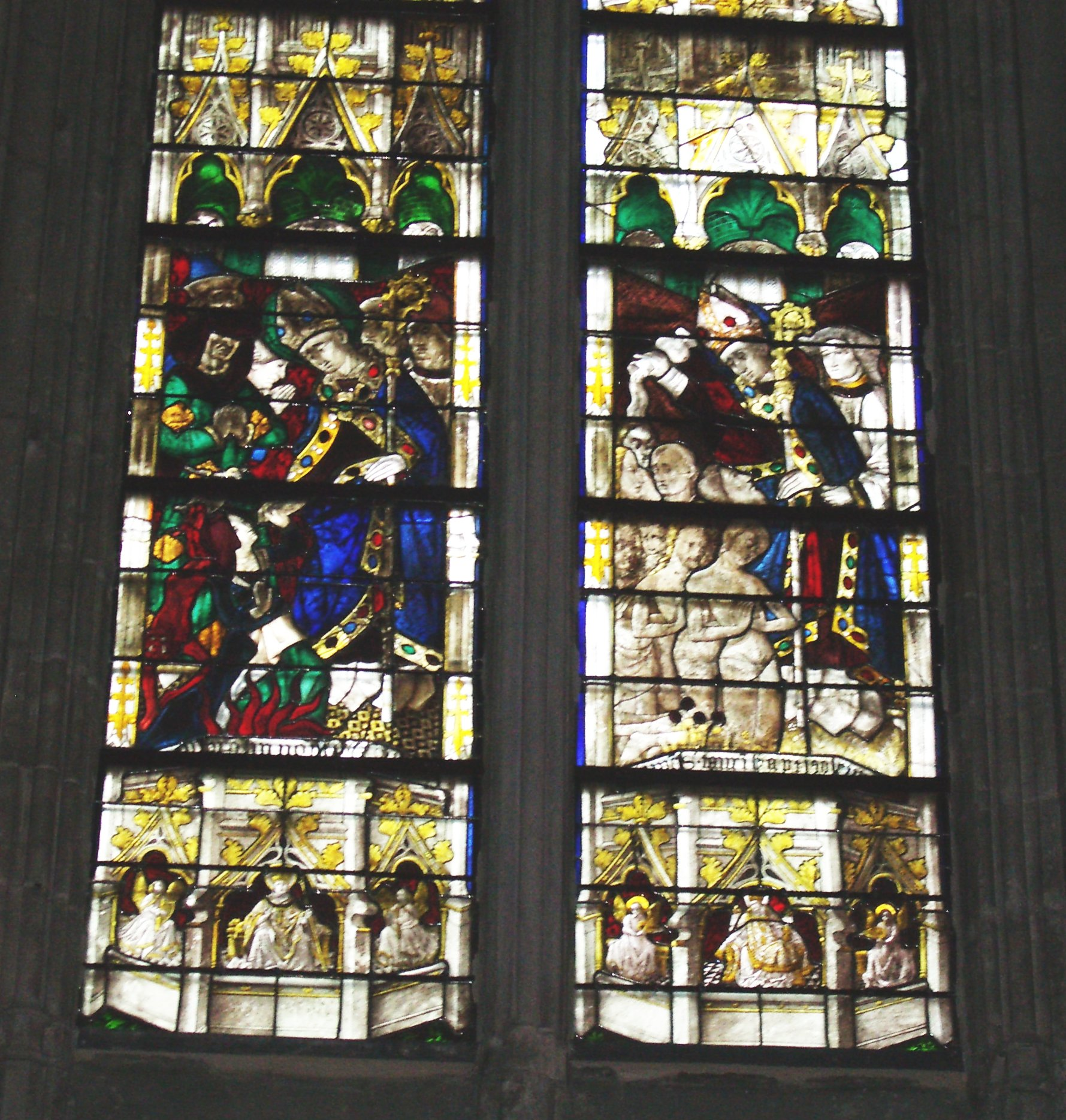
Scene della vita di san Taurino.

## Il reliquiario di san Taurino
Il reliquiario è stato realizzato da Gisleberto di Saint-Martin, abate di Saint-Taurin, ed entrò in funzione nel 1247; sarebbe opera di orafi parigini che lavoravano per i laboratori reali.
Esso si presenta sotto forma d'una chiesa a pianta rettangolare, a copertura a due falde sormontato da un campanile centrale.
Nell'abside, un Cristo è assiso e, dal lato opposto, un angelo. Alle due estremità del transetto, si trovan san Taurino e un personaggio vestito da prete che potrebbe essere san Landolfo, anche del quale il reliquario contiene le ossa.
Sulle facce laterali sono rappresentate diverse scene della vita del santo secondo la leggenda.
L'insieme dell'opera è in cuoio dorato con in risalto placche in argento, smalto e cabochon.
Nel 1793, il reliquiario che allora si trovava nella chiesa parrocchiale, sfuggì alle requisizioni dei metalli preziosi e si ritrovò nella cattedrale prima di essere nuovamente trasportato, nel 1830, nella chiesa di San Taurino, diventata chiesa parrocchiale.
L'insieme è stato restaurato in particolare sotto la direzione dell'architetto diocesano Symphorien Bourguignon verso il 1850, poi nel 1924 e nel 1959. Comunque l'insieme sta esattamente come era stato concepito.
Una curiosità riguarda la comparsa del reliquiario all' interno della chiesa nel celebre videogioco di Ubisoft "Assassin's Creed Valhalla", nell'espansione dedicata all' assedio vichingo di Parigi, del IX secolo.

### Fonti iconografiche
Il reliquiario di san Taurino esposto nella chiesa di San Taurino.

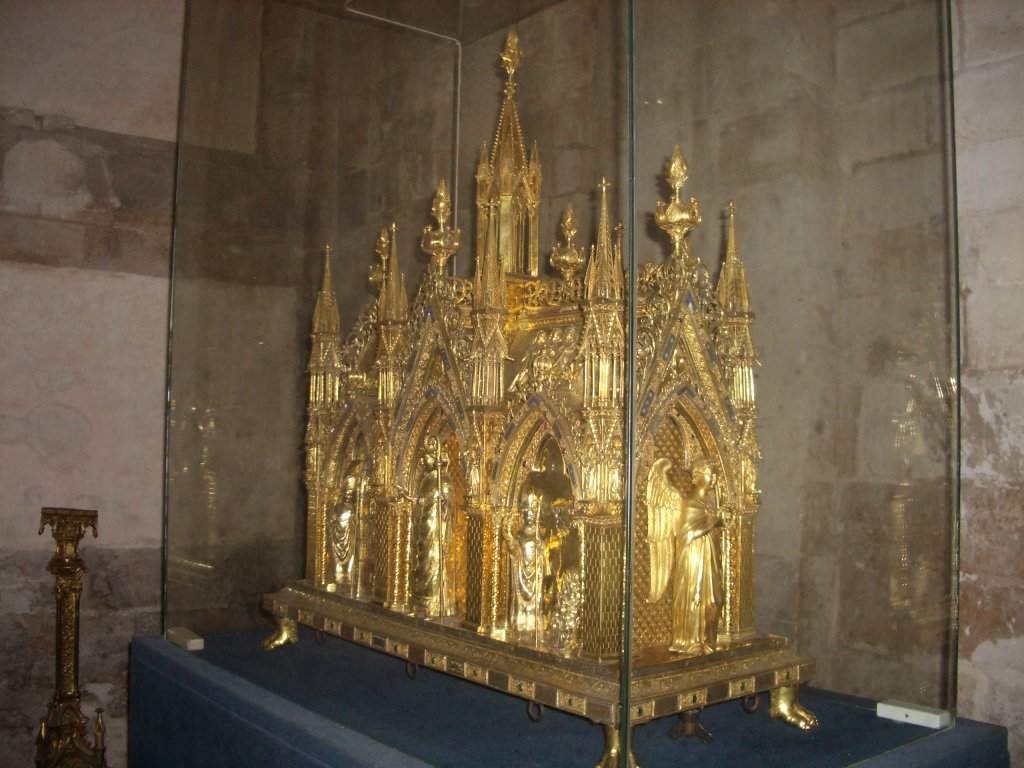
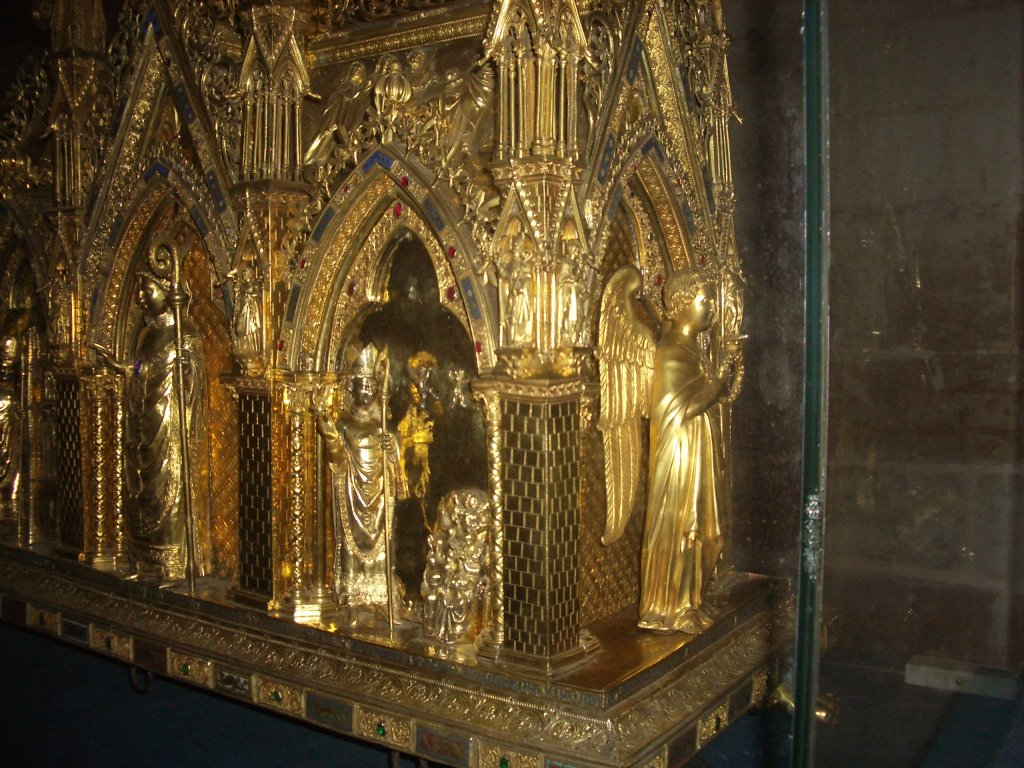
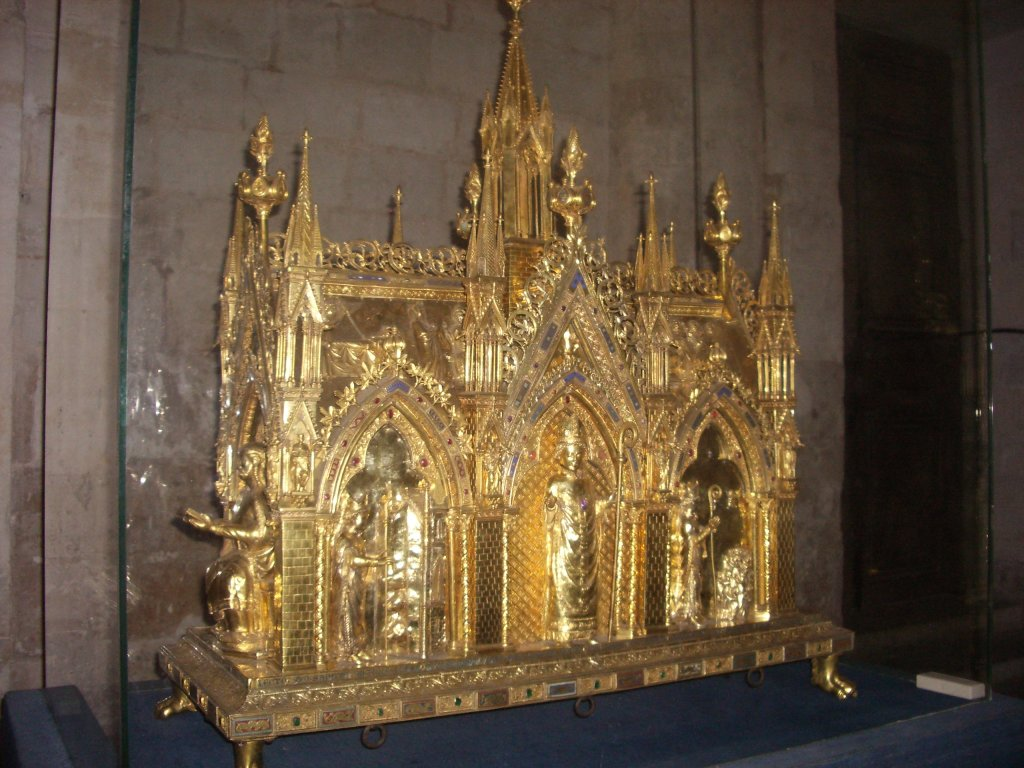

### Fonti
- Acta Sanctorum, agosto, II, 635.
- Anne-Marcel Baudot, La Légende de saint Taurin, 1929.
- Abbé Adolphe de Bouclon, Les Saints du diocèse d'Évreux.

### Opere storiche
- (FR)  Patrice Lajoye, «Le dieu à la lance et au taureau: Gisacus», Bulletin de la Société de mythologie française, n° 222, Actes du congrès de Yerville, II parte: le Taureau et la Déesse, 2006, pp. 34-39.
- (FR)  Georges Bonnenfant, Histoire du diocèse d'Évreux, Paris, 1933.
- (FR)  Histoire et géographie du département de l'Eure, Rateau et Pinet, 1870 ; nuova edizione 1988.
- (FR)  Jacques Charles, Connaissance de l'Eure, 1988 (ried. luglio 1991), numero 81, pp. 26–27.